# Killing Hope

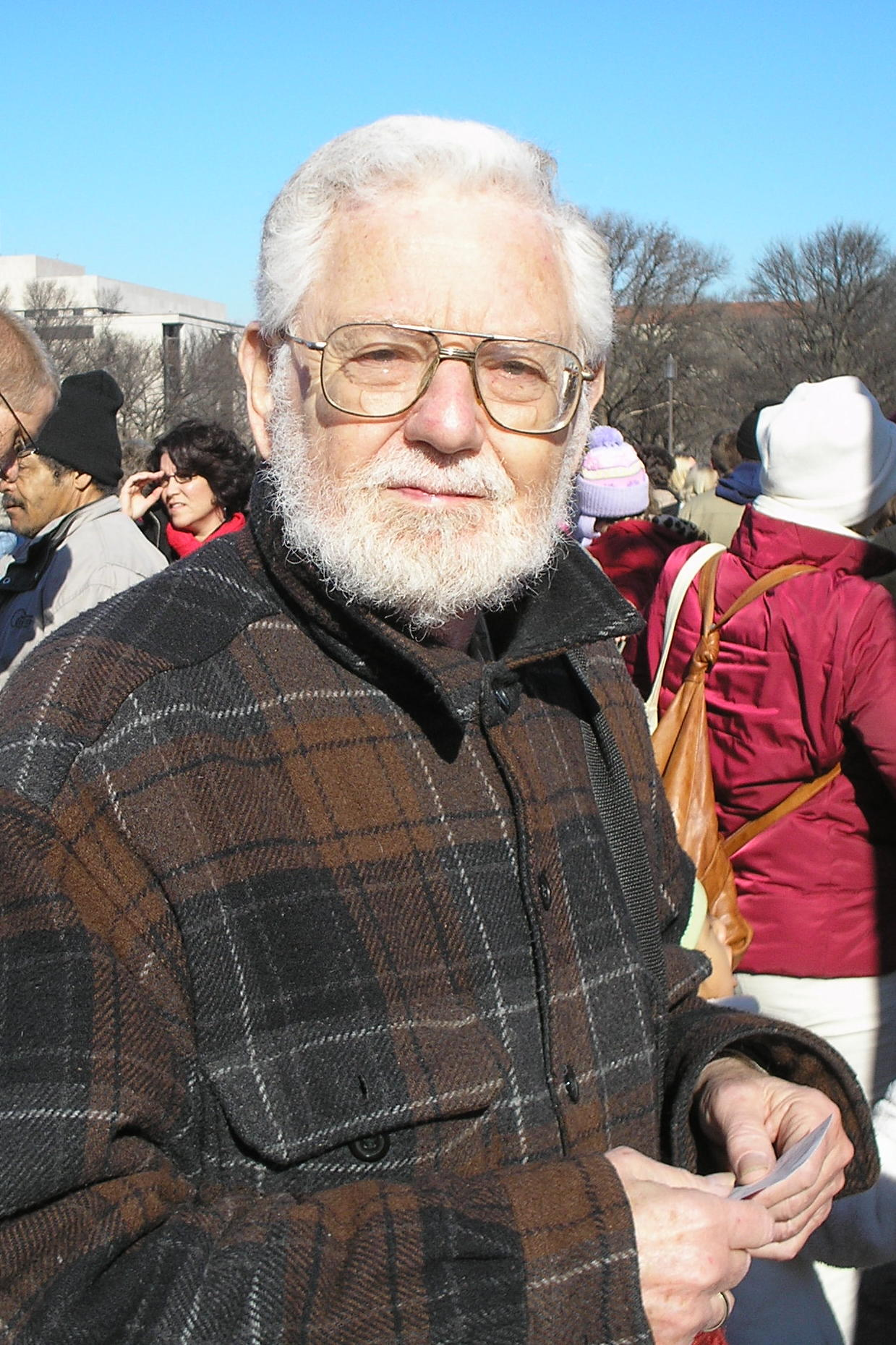
El autor William Blum en una protesta contra la guerra en Washington D. C., 2007.

Killing Hope: U.S. Military and C.I.A. Interventions since World War II  (Asesinando la Esperanza: Fuerzas Militares de los Estados Unidos y la CIA. Intervenciones desde la Segunda Guerra Mundial) es un libro de historia que trata las operaciones encubiertas de la CIA y las intervenciones militares de los Estados Unidos a lo largo de la segunda mitad del siglo XX, escrito por el exempleado del Departamento de Estado William Blum. El libro adopta un punto de vista muy crítico con la política exterior de los Estados Unidos.
El libro narra sistemáticamente las diversas operaciones de Estados Unidos en el extranjero desde el final de la Segunda Guerra Mundial hasta nuestros días. 
Noam Chomsky lo definió como "De lejos el mejor libro sobre el tema".